# Zygfryd Kuchta
Zygfryd Kuchta (* 5. Januar 1944 in Diepholz, Deutsches Reich) ist ein ehemaliger polnischer Handballspieler und Handballtrainer.

## Karriere
Zygfryd Kuchta spielte zunächst Basketball. Ab 1960 trainierte er bei Łódź MKS MDK und später bei Widzew Łódź. Während seines Studium an der Sporthochschule Warschau (AWF), das er 1968 mit einem Magister in Sportunterricht abschloss, spielte er für die Universitätsmannschaft AZS-AWF.
Erst mit 23 Jahren wechselte der 1,89 m große Kuchta zum Handball. Bereits ein Jahr darauf wurde er mit Spójnia Gdańsk erstmals polnischer Meister. 1970 verteidigte das Team aus Gdańsk den Titel. Anschließend wechselte er zu Anilana Łódź, mit dem er 1973 den polnischen Pokal errang. Ab 1976 war der ausgebildete Handball- und Basketballtrainer als Spielertrainer bei ASKÖ Linz SBL in Österreich tätig. Dort gewann er 1978 und 1979 die Meisterschaft.
Mit der polnischen Nationalmannschaft belegte Kuchta den 14. Platz bei der Weltmeisterschaft 1970, den 10. Platz bei den Olympischen Spielen 1972 und den vierten Platz bei der Weltmeisterschaft 1974. Bei den Olympischen Spielen 1976 gewann er die Bronzemedaille. In Montreal warf er fünf Treffer in sechs Partien. Insgesamt bestritt er 142 Länderspiele, in denen er Tore erzielte.
1980 kehrte Kuchta als Trainer nach Łódź zurück, wo er 1983 den Pokal gewann. Von 1981 bis 1984 betreute er zudem die Nationalmannschaft. Bei der Weltmeisterschaft 1982 führte er die Auswahl zur Bronzemedaille. Nachdem Polen die Olympischen Spiele 1984 aufgrund des Boykotts der Ostblockländer verpasst hatte, übernahm er die Männer-Handballnationalmannschaft der Vereinigten Arabischen Emirate. Später wurde er wieder Trainer bei Anilana und in Linz. Von 2003 bis 2006 war er Nationaltrainer der polnischen Frauennationalmannschaft.
Kuchta lehrte an der Universität Łódź. Für seine Verdienste erhielt er die Auszeichnungen „Verdienter Meister des Sports“ (1973), die Goldmedaille „Für herausragende sportliche Leistungen“, das Goldene Verdienstkreuz und den Orden Polonia Restituta.